# Калінінське сільське поселення (Вікуловський район)
Калі́нінське сільське поселення (рос. Калининское сельское поселение) — муніципальне утворення у складі Вікуловського району Тюменської області, Росія.
Адміністративний центр — село Калініно.

## Населення
Населення — 562 особи (2020; 585 у 2018, 675 у 2010, 861 у 2002).

## Склад
До складу поселення входять такі населені пункти:
| Населений пункт         | Населення, осіб (2002) | Населення, осіб (2010) |
| ----------------------- | ---------------------- | ---------------------- |
| Блиніха, присілок       | 1                      | 1                      |
| Борки, присілок         | 144                    | 121                    |
| Калініно, село          | 615                    | 489                    |
| Новонікольськ, присілок | 26                     | 10                     |
| Усть-Борсук, село       | 75                     | 54                     |